# Giuseppe Martinoli
Giuseppe Martinoli (* 28. Februar 1903 in Marolta; † 7. Dezember 1994 in Lugano) war Bischof von Lugano.

## Leben

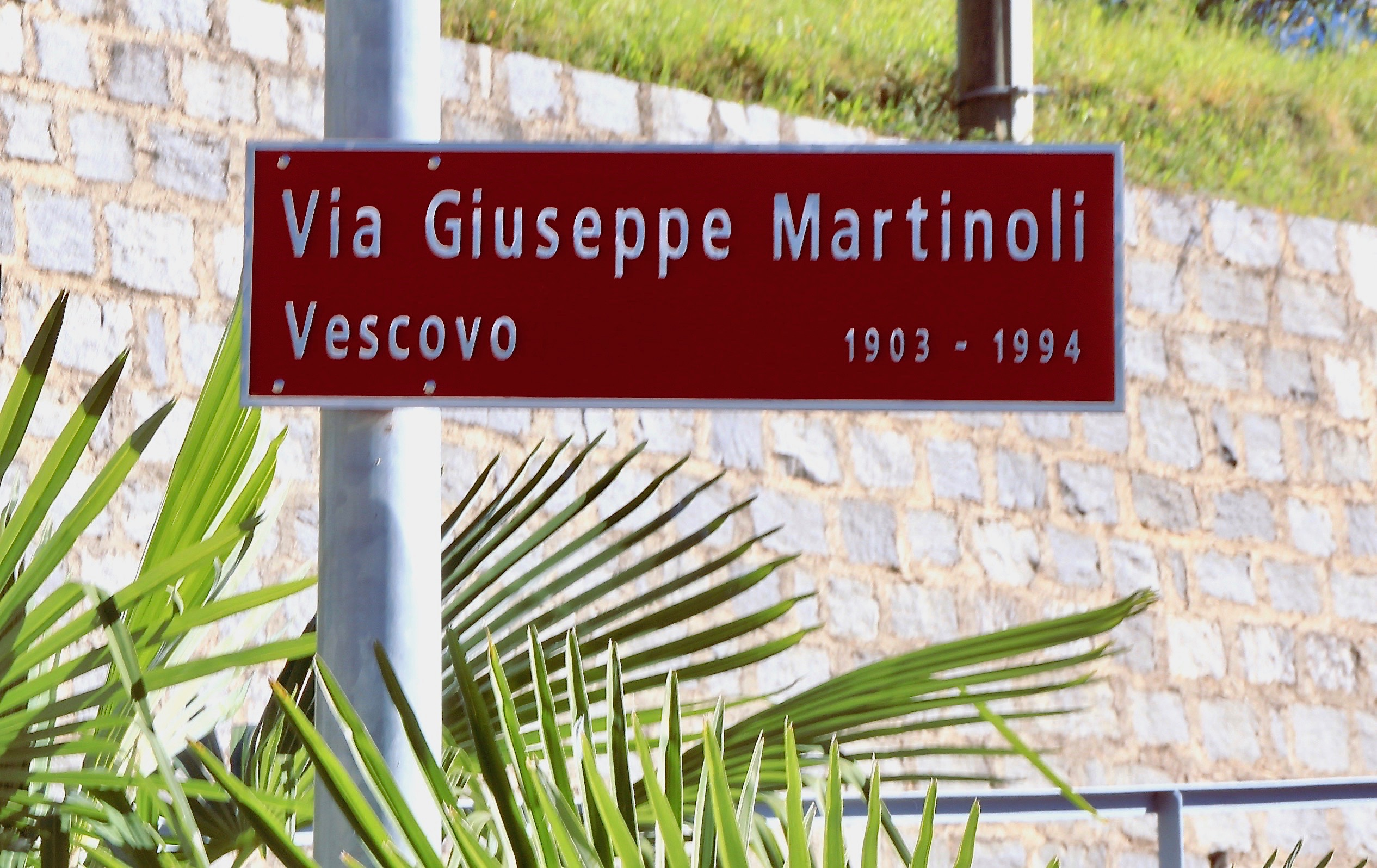
Strassenschild in Marolta

Er empfing am 11. Juni 1927 durch den Apostolischen Administrator von Lugano Angelo Giuseppe Jelmini die Priesterweihe und wurde in den Klerus der Diözese Lugano inkardiniert.
Am 30. Juli 1968 wurde Giuseppe Martinoli zum Titularbischof von Camplum und zum Apostolischen Administrator von Lugano ernannt. Der Apostolische Nuntius in der Schweiz, Erzbischof Ambrogio Marchioni, spendete ihm am 15. September 1968 die Bischofsweihe; Mitkonsekratoren waren Anton Hänggi, Bischof von Basel und Lugano, sowie François-Nestor Adam, Bischof von Sitten.
Papst Paul VI. ernannte ihn am 8. März 1971, dem Tag der Gründung des Bistums Lugano zum Bischof von Lugano. Am 15. Juli 1978 trat Giuseppe Martinoli von seinem Amt zurück. In seinem Geburtsort Marolta ist eine Strasse nach ihm benannt.
Er wurde in der Krypta der Basilika del Sacro Cuore in Lugano Molino Nuovo beigesetzt.